# 1997 FIFAワールドユース選手権
1997 FIFAワールドユース選手権は、1997年6月16日から7月5日にかけてマレーシアで開催された20歳以下の世界選手権である。大会はクアラルンプール、クチン、アロースター、クアンタン、カンガー、ジョホールバルの6都市で合計52試合が行われた。決勝戦はクアラルンプールのシャー・アラム・スタジアムで行われアルゼンチンが2大会連続3度目の優勝を飾った。なお、今大会より本戦出場国が16チームから24チームに増やされている。

## 出場国
| - アジア AFC - アラブ首長国連邦（初出場） - 韓国（2大会ぶり5回目） - 中国（6大会ぶり3回目） - 日本（2大会連続3回目） - マレーシア（初出場）開催国 - アフリカ CAF - ガーナ（2大会ぶり2回目） - コートジボワール（3大会ぶり4回目） - モロッコ（10大会ぶり2回目） - 南アフリカ共和国（初出場） - オセアニア OFC - オーストラリア（4大会連続8回目） - 北・中米・カリブ海 CONCACAF - アメリカ合衆国（2大会ぶり6回目） - カナダ（6大会ぶり3回目） - コスタリカ（2大会連続3回目） - メキシコ（2大会ぶり8回目） | - 南米 CONMEBOL - アルゼンチン（3大会連続7回目） - ウルグアイ（2大会ぶり7回目） - パラグアイ（6大会ぶり4回目） - ブラジル（9大会連続10回目） - ヨーロッパ UEFA - アイルランド（3大会ぶり3回目） - イングランド（2大会ぶり5回目） - スペイン（2大会連続8回目） - ハンガリー（6大会ぶり4回目） - フランス（10大会ぶり2回目） - ベルギー（初出場） |

## グループリーグ
時間は現地時間 UTC+8

### グループA
| チーム     | 試 | 勝 | 分 | 敗 | 得 | 失 | 差 | 点 |
| ---------- | -- | -- | -- | -- | -- | -- | -- | -- |
| ウルグアイ | 3  | 3  | 0  | 0  | 6  | 1  | +5 | 9  |
| モロッコ   | 3  | 1  | 2  | 0  | 4  | 2  | +2 | 5  |
| ベルギー   | 3  | 1  | 1  | 1  | 4  | 4  | 0  | 4  |
| マレーシア | 3  | 0  | 0  | 3  | 2  | 9  | −7 | 0  |

| 1997年6月16日 21:00 |

| マレーシア         | 1 – 3    | モロッコ                                              |
| サフリ 10分 (o.g.) | リポート | セクティウィ 14分 · ハンマ 33分 · エル・バロディ 93分 |

| シャー・アラム・スタジアム、シャー・アラム 観客数: 25,000 主審: ジル・ヴェシエール |

| 1997年6月17日 20:00 |

| ウルグアイ                            | 3 – 0    | ベルギー |
| ポデスタ 41分 · コエーリョ 56分, 79分 | リポート |          |

| シャー・アラム・スタジアム、シャー・アラム 観客数: 2,000 主審: 金永珠 |

| 1997年6月19日 17:30 |

| マレーシア      | 1 – 3    | ウルグアイ                                                   |
| ニク・レー 11分 | リポート | サラジェタ 24分 · マスロム・ハレド 39分 (o.g.) · ロペス 77分 |

| シャー・アラム・スタジアム、シャー・アラム 観客数: 10,000 主審: ジル・ヴェシエール |

| 1997年6月19日 20:00 |

| モロッコ      | 1 – 1    | ベルギー                        |
| テルミナ 79分 | リポート | ファン・ハンデンホーフェン 60分 |

| シャー・アラム・スタジアム、シャー・アラム 観客数: 8,000 主審: ウバルド・アキノ |

| 1997年6月22日 17:30 |

| マレーシア | 0 – 3    | ベルギー                                              |
|            | リポート | ファン・ハンデンホーフェン 10分, 30分 · レマクレ 83分 |

| シャー・アラム・スタジアム、シャー・アラム 観客数: 25,000 主審: ウバルド・アキノ |

| 1997年6月22日 20:00 |

| モロッコ | 0 – 0    | ウルグアイ |
|          | リポート |            |

| シャー・アラム・スタジアム、シャー・アラム 観客数: 25,000 主審: 金永珠 |

### グループB
| チーム           | 試 | 勝 | 分 | 敗 | 得 | 失 | 差  | 点 |
| ---------------- | -- | -- | -- | -- | -- | -- | --- | -- |
| ブラジル         | 3  | 3  | 0  | 0  | 15 | 2  | +13 | 9  |
| フランス         | 3  | 2  | 0  | 1  | 8  | 7  | +1  | 6  |
| 南アフリカ共和国 | 3  | 0  | 1  | 2  | 2  | 6  | −4  | 1  |
| 韓国             | 3  | 0  | 1  | 2  | 5  | 14 | −9  | 1  |

| 1997年6月17日 16:30 |

| 韓国 | 0 – 0    | 南アフリカ共和国 |
|      | リポート |                  |

| サラワク・スタジアム、クチン 観客数: 20,000 主審: ゲオルク・ダーデンネ |

| 1997年6月17日 20:45 |

| フランス | 0 – 3    | ブラジル                                                        |
|          | リポート | アレックス 5分 · アダイウトン 61分 · シルヴェストル 90分 (o.g.) |

| サラワク・スタジアム、クチン 観客数: 40,000 主審: ニク・アハマド・ハジ・ヤークブ |

| 1997年6月19日 16:30 |

| 韓国                     | 2 – 4    | フランス                              |
| 朴珍燮 54分, 68分 (pen.) | リポート | アンリ 1分, 10分 · トレゼゲ 2分, 52分 |

| サラワク・スタジアム、クチン 観客数: 3,246 主審: ピーター・プレンダーガスト |

| 1997年6月19日 19:15 |

| 南アフリカ共和国 | 0 – 2    | ブラジル                |
|                  | リポート | アダイウトン 53分, 57分 |

| サラワク・スタジアム、クチン 観客数: 7,939 主審: ゲオルク・ダーデンネ |

| 1997年6月22日 16:30 |

| 韓国                                          | 3 – 10   | ブラジル                                                                                          |
| 李官雨 56分 · 鄭石根 73分 · 李ジョンミン 89分 | リポート | フェルナンドン 19分, 42分 · アダイウトン 30分, 32分 (pen.), pen.分 (39) · ゼ・エリアス 68分, 82分 |

| サラワク・スタジアム、クチン 観客数: 9,576 主審: ニク・アハマド・ハジ・ヤークブ |

| 1997年6月22日 19:15 |

| 南アフリカ共和国      | 2 – 4    | フランス                                            |
| ハートレイ 42分, 90分 | リポート | トレゼゲ 22分, 61分 · アンリ 83分 · リュクサン 89分 |

| サラワク・スタジアム、クチン 観客数: 9,757 主審: ピーター・プレンダーガスト |

### グループC
| チーム         | 試 | 勝 | 分 | 敗 | 得 | 失 | 差 | 点 |
| -------------- | -- | -- | -- | -- | -- | -- | -- | -- |
| ガーナ         | 3  | 2  | 1  | 0  | 4  | 2  | +2 | 7  |
| アイルランド   | 3  | 1  | 1  | 1  | 4  | 4  | 0  | 4  |
| アメリカ合衆国 | 3  | 1  | 0  | 2  | 2  | 3  | −1 | 3  |
| 中華人民共和国 | 3  | 0  | 2  | 1  | 2  | 3  | −1 | 2  |

| 1997年6月17日 17:30 |

| ガーナ                      | 2 – 1    | アイルランド |
| ガンボ 27分 · ムクタル 66分 | リポート | モロイ 51分  |

| ダルル・アマン・スタジアム、アロースター 観客数: 5,100 主審: オスカル・ルイス |

| 1997年6月17日 20:00 |

| 中華人民共和国 | 0 – 1    | アメリカ合衆国 |
|                | リポート | ウェスト 90分  |

| ダルル・アマン・スタジアム、アロースター 観客数: 9,769 主審: アマンド・アンシオン |

| 1997年6月19日 17:30 |

| ガーナ          | 1 – 1    | 中華人民共和国 |
| アッピアー 74分 | リポート | 李金羽 43分    |

| ダルル・アマン・スタジアム、アロースター 観客数: 5,000 主審: レオン・ペドロ・ボルハ |

| 1997年6月19日 20:00 |

| アイルランド                        | 2 – 1    | アメリカ合衆国         |
| カミンズ 6分 · コラレス 25分 (o.g.) | リポート | フローレス 39分 (pen.) |

| ダルル・アマン・スタジアム、アロースター 観客数: 5,000 主審: オスカル・ルイス |

| 1997年6月22日 17:30 |

| ガーナ                  | 1 – 0    | アメリカ合衆国 |
| オフォリ＝クアイェ 32分 | リポート |                |

| ダルル・アマン・スタジアム、アロースター 観客数: 8,000 主審: サード・マネ |

| 1997年6月22日 20:00 |

| アイルランド  | 1 – 1    | 中華人民共和国 |
| カミンズ 21分 | リポート | 王鵬 11分      |

| ダルル・アマン・スタジアム、アロースター 観客数: 9,000 主審: ホセ・ルイス・ダ・ロサ |

### グループD
| チーム     | 試 | 勝 | 分 | 敗 | 得 | 失 | 差 | 点 |
| ---------- | -- | -- | -- | -- | -- | -- | -- | -- |
| スペイン   | 3  | 3  | 0  | 0  | 8  | 2  | +6 | 9  |
| 日本       | 3  | 1  | 1  | 1  | 10 | 7  | +3 | 4  |
| パラグアイ | 3  | 0  | 2  | 1  | 5  | 6  | −1 | 2  |
| コスタリカ | 3  | 0  | 1  | 2  | 3  | 11 | −8 | 1  |

| 1997年6月18日 17:30 |

| 日本               | 1 – 2    | スペイン                        |
| 柳沢敦 65分 (pen.) | リポート | ファリノス 23分 · アングロ 56分 |

| ダルル・マクムール・スタジアム、クアンタン 観客数: 5,000 主審: ホセ・ルイス・ダ・ロサ |

| 1997年6月18日 20:00 |

| コスタリカ    | 1 – 1    | パラグアイ  |
| ブライス 45分 | リポート | ロマン 59分 |

| ダルル・マクムール・スタジアム、クアンタン 観客数: 5,000 主審: サード・マネ |

| 1997年6月20日 17:30 |

| 日本                                                                                | 6 – 2    | コスタリカ                  |
| 大野敏隆 3分, 22分 · 中村俊輔 7分 · 城定信次 78分 · 福田健二 93分 · 永井雄一郎 95分 | リポート | レデスマ 28分 · ソリス 59分 |

| ダルル・マクムール・スタジアム、クアンタン 観客数: 9,000 主審: ホセ・ルイス・ダ・ロサ |

| 1997年6月20日 20:00 |

| スペイン          | 2 – 1    | パラグアイ    |
| デウス 30分, 78分 | リポート | モリニゴ 65分 |

| ダルル・マクムール・スタジアム、クアンタン 観客数: 9,000 主審: サード・マネ |

| 1997年6月23日 17:30 |

| 日本                                      | 3 – 3    | パラグアイ                                        |
| 城定信次 31分 · 廣山望 45分 · 柳沢敦 62分 | リポート | カセレス 17分 · ダ・シルバ 38分 · サムディオ 67分 |

| ダルル・マクムール・スタジアム、クアンタン 観客数: 5,000 主審: アブデラヒム・エル・アルジュン |

| 1997年6月23日 20:00 |

| スペイン                                                            | 4 – 0    | コスタリカ |
| リベラ 3分 · アルベルダ 23分 · ファリノス 24分 (pen.) · リベラ 78分 | リポート |            |

| ダルル・マクムール・スタジアム、クアンタン 観客数: 5,000 主審: カール＝エリク・ニルソン |

### グループE
| チーム         | 試 | 勝 | 分 | 敗 | 得 | 失 | 差 | 点 |
| -------------- | -- | -- | -- | -- | -- | -- | -- | -- |
| オーストラリア | 3  | 2  | 1  | 0  | 5  | 3  | +2 | 7  |
| アルゼンチン   | 3  | 2  | 0  | 1  | 8  | 5  | +3 | 6  |
| カナダ         | 3  | 1  | 1  | 1  | 3  | 3  | 0  | 4  |
| ハンガリー     | 3  | 0  | 0  | 3  | 1  | 6  | −5 | 0  |

| 1997年6月18日 17:30 |

| ハンガリー | 0 – 3    | アルゼンチン                                 |
|            | リポート | ロメオ 9分 · スカローニ 42分 · リケルメ 50分 |

| ウタマ・スタジアム,カンガー 観客数: 13,000 主審: アブデラヒム・エル・アルジュン |

| 1997年6月18日 20:00 |

| オーストラリア | 0 – 0    | カナダ |
|                | リポート |        |

| ウタマ・スタジアム、カンガー 観客数: 13,000 主審: カール＝エリク・ニルソン |

| 1997年6月20日 17:30 |

| ハンガリー | 0 – 1    | オーストラリア    |
|            | リポート | オールソップ 90分 |

| ウタマ・スタジアム、カンガー 観客数: 6,000 主審: アブデラヒム・エル・アルジュン |

| 1997年6月20日 20:00 |

| アルゼンチン                | 2 – 1    | カナダ             |
| ロメオ 32分 · リケルメ 65分 | リポート | ベント 43分 (pen.) |

| ウタマ・スタジアム、カンガー 観客数: 12,000 主審: カール＝エリク・ニルソン |

| 1997年6月23日 17:30 |

| ハンガリー      | 1 – 2    | カナダ                           |
| シリ 3分 (pen.) | リポート | デ・ロサリオ 6分 · キンデル 64分 |

| ウタマ・スタジアム、カンガー 観客数: 4,000 主審: レオン・ペドロ・ボルハ |

| 1997年6月23日 20:00 |

| アルゼンチン                                        | 3 – 4    | オーストラリア                               |
| ロメオ 9分 · プラセンテ 70分 · リケルメ 88分 (pen.) | リポート | サラパシディス 39分, 40分, 55分, 90分 (pen.) |

| ウタマ・スタジアム、カンガー 観客数: 8,000 主審: アマンド・アンシオン |

### グループF
| チーム           | 試 | 勝 | 分 | 敗 | 得 | 失 | 差 | 点 |
| ---------------- | -- | -- | -- | -- | -- | -- | -- | -- |
| イングランド     | 3  | 3  | 0  | 0  | 8  | 1  | +7 | 9  |
| メキシコ         | 3  | 1  | 1  | 1  | 6  | 2  | +4 | 4  |
| アラブ首長国連邦 | 3  | 1  | 0  | 2  | 2  | 10 | −8 | 3  |
| コートジボワール | 3  | 0  | 1  | 2  | 2  | 5  | −3 | 1  |

| 1997年6月18日 17:30 |

| メキシコ                                                                             | 5 – 0    | アラブ首長国連邦 |
| リジンストン 26分, 56分 (pen.) · カリーニョ 40分 · トーレス 60分 · サンタクルス 70分 | リポート |                  |

| ラルキン・スタジアム、ジョホールバル 観客数: 14,000 主審: ピレル・サンドル |

| 1997年6月18日 20:00 |

| コートジボワール | 1 – 2    | イングランド                            |
| シセ 22分        | リポート | オーウェン 6分 (pen.) · シェパード 69分 |

| ラルキン・スタジアム、ジョホールバル 観客数: 14,000 主審: インタズ・シャー |

| 1997年6月20日 17:30 |

| メキシコ          | 1 – 1    | コートジボワール |
| リジンストン 44分 | リポート | ディエ 33分      |

| ラルキン・スタジアム、ジョホールバル 観客数: 9,000 主審: インタズ・シャー |

| 1997年6月20日 20:00 |

| アラブ首長国連邦 | 0 – 5    | イングランド                                                                 |
|                  | リポート | マーフィー 7分, 35分, 50分 (pen.) · オーウェン 52分 · アブドゥラ 60分 (o.g.) |

| ラルキン・スタジアム、ジョホールバル 観客数: 12,000 主審: ファラ・エンドイェ |

| 1997年6月23日 17:30 |

| メキシコ | 0 – 1    | イングランド    |
|          | リポート | オーウェン 65分 |

| ラルキン・スタジアム、ジョホールバル 観客数: 9,000 主審: ファラ・エンドイェ |

| 1997年6月23日 20:00 |

| アラブ首長国連邦        | 2 – 0    | コートジボワール |
| アリ 52分 · カジム 85分 | リポート |                  |

| ラルキン・スタジアム、ジョホールバル 観客数: 9,000 主審: ピレル・サンドル |

### 各組3位チーム
| チーム           | 試 | 勝 | 分 | 敗 | 得 | 失 | 差 | 点 |
| ---------------- | -- | -- | -- | -- | -- | -- | -- | -- |
| ベルギー         | 3  | 1  | 1  | 1  | 4  | 4  | 0  | 4  |
| カナダ           | 3  | 1  | 1  | 1  | 3  | 3  | 0  | 4  |
| アメリカ合衆国   | 3  | 1  | 0  | 2  | 2  | 3  | −1 | 3  |
| アラブ首長国連邦 | 3  | 1  | 0  | 2  | 2  | 10 | −8 | 3  |
| パラグアイ       | 3  | 0  | 2  | 1  | 5  | 6  | −1 | 2  |
| 南アフリカ共和国 | 3  | 0  | 1  | 2  | 2  | 6  | −4 | 1  |

## 決勝トーナメント

### ラウンド16
1997年6月25日
| ブラジル | 10 - 0 | ベルギー |

| ウルグアイ | 3 - 0 | アメリカ合衆国 |

| メキシコ | 0 - 1 | フランス |

| アイルランド | 1 - 1(延長1-0) | モロッコ |

1997年6月26日
| オーストラリア | 0 - 1 | 日本 |

| イングランド | 1 - 2 | アルゼンチン |

| ガーナ | 3 - 0 | アラブ首長国連邦 |

| スペイン | 2 - 0 | カナダ |

### 準々決勝
1997年6月29日
| ウルグアイ | 1 - 1(PK7-6) | フランス |

| アルゼンチン | 2 - 0 | ブラジル |

| スペイン | 0 - 1 | アイルランド |

| 日本 | 1 - 1(延長0-1) | ガーナ |

### 準決勝
1997年7月2日
| アイルランド | 0 - 1 | アルゼンチン |

| ウルグアイ | 2 - 2(延長1-0) | ガーナ |

### 3位決定戦
1997年7月5日
| ガーナ | 1 - 2 | アイルランド |

### 決勝
| 1997年7月5日 20:30 |

| ウルグアイ    | 1 – 2    | アルゼンチン                      |
| ガルシア 15分 | リポート | カンビアッソ 26分 · キンタナ 43分 |

| シャー・アラム・スタジアム, シャー・アラム 観客数: 62,000 主審: サード・マネ |

## 最終結果
| FIFAワールドユース選手権1997 優勝国 |
| ----------------------------------- |
| · アルゼンチン · 2大会連続3度目     |

## 表彰
- ゴールデンシューズ賞　アダイウトン ブラジル
- ゴールデンボール賞　ニコラス・オリベラ ウルグアイ
- フェアプレー賞　 アルゼンチン

## 得点ランキング
| 順位 | 選手名                   | 国             | 得点数  | 試合数 |
| ---- | ------------------------ | -------------- | ------- | ------ |
| 1    | アダイウトン             | ブラジル       | 10(2PK) | 5      |
| 2    | ダヴィド・トレゼゲ       | フランス       | 5       | 5      |
| 3    | アレックス               | ブラジル       | 4       | 4      |
| 3    | マルセロ・サラジェタ     | ウルグアイ     | 4       | 6      |
| 3    | ベルナルド・ロメオ       | アルゼンチン   | 4       | 7      |
| 3    | コスタ・サラパティディス | オーストラリア | 4(1PK)  | 4      |
| 3    | 柳沢敦                   | 日本           | 4(1PK)  | 5      |
| 3    | ファン・ロマン・リケルメ | アルゼンチン   | 4(2PK)  | 7      |

## 主な出場選手
- パブロ・アイマール
- エステバン・カンビアッソ
- ディエゴ・プラセンテ
- ファン・ロマン・リケルメ
- ワルテル・サムエル
- ファビアン・カリーニ
- マリオ・レゲイロ
- ダミアン・ダフ
- ニコラ・アネルカ
- ティエリ・アンリ
- ミカエル・シルベストル
- ウィリアム・ギャラス
- ジェラール・ロペス
- 中村俊輔
- 柳沢敦
- 宮本恒靖
- アレックス
- ジェイミー・キャラガー
- キーロン・ダイアー
- マイケル・オーウェン
- ベニー・マッカーシー
- スティーヴン・アッピアー
- ボナベントゥル・カルー
- ジョン・オブライエン
- ポール・スタルテリ
- 金徒均